# Hoho-Naro (Ort)
Hoho-Naro ist eine osttimoresische Siedlung im Suco Liurai (Verwaltungsamt Maubisse, Gemeinde Ainaro). Der Weiler liegt im Westen der Aldeia Hoho-Naro, auf einer Meereshöhe von 1893 m. Eine kleine Straße verbindet die Siedlung im Süden mit Erbean, dem Hauptort des Sucos und in Norden mit Sicate im Suco Fatubossa (Verwaltungsamt Aileu, Gemeinde Aileu).